# Herzig van Bein
Herzig van Bein (někdy psán jako z Paynu, von Pain, von Bin, a křestní jméno Herzog, Hercuk i Hertzich, doložen 1589 – 1617) byl dvorní zlatník, rytec drahokamů a grafických předloh na dvoře císaře Rudolfa II.

## Život

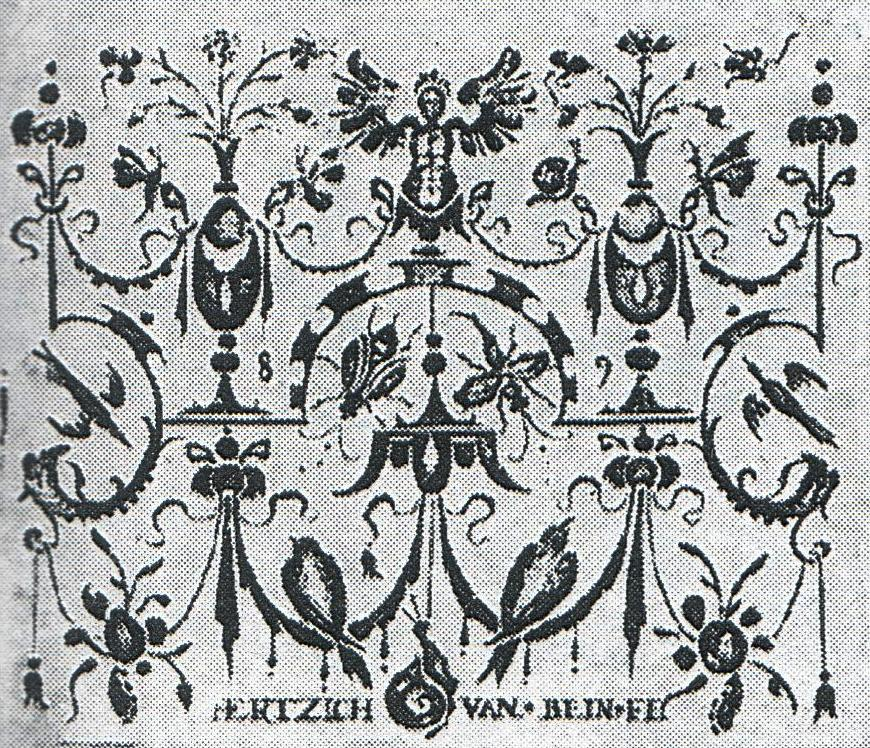
titulní list vzorníku

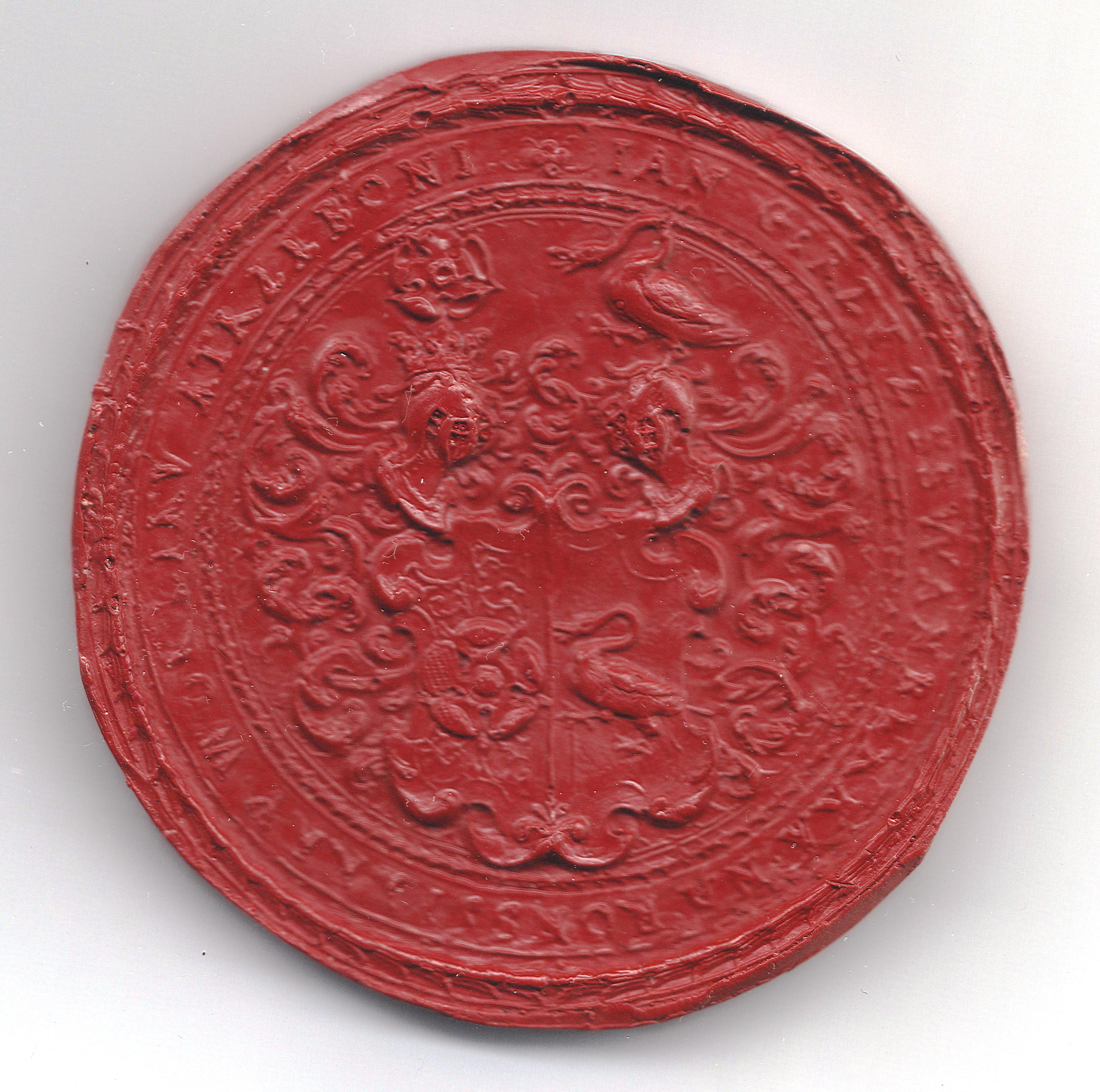
Pečeť Jana Jiřího ze Švamberka, otisk z roku 1614

Roku 1589 získal městské právo v Praze na Malé Straně a bydlel v Nerudově ulici. Ve svém domě měl dílnu, v níž snad zaměstnával také zlatníka a rytce Matyáše Beitlera. V roce 1592 mu císař Rudolf II. vystavil list císařského komorního umělce (tzv. Freibrief), osvobozující ho od členství v cechu. Vytvořil sérii ornamentálních mědirytin s černými siluetami abstraktních, rostlinných a zvířecích motivů (tzv. groteska) jako vzorník pro zlatníky. Patrně posloužila roku 1602 jako předloha zlatníkovi Janu Vermeyenovi ke smaltovaným ornamentům na páskách císařské koruny Rudolfa II. V téže době pracoval i pro Rožmberky: Petr Vok mu roku 1603 platil za montáž diamantu na závěsnou medaili., dále byl činný pro Kryštofa Popela z Lobkovic, který si to zaznamenal do deníku, pro Petra Voka z Rožmberka, který mu platil za fasování jaspisových nádob do zlata a pro Jana Jiřího ze Švamberka ryl znakovou pečeť. V roce 1608 vypověděl jako svědek ve sporu císařského komorníka Filipa Langa, že pro něj dělal zakázku. Podle tvaru přídomku "van Bein" historikové umění usuzují, že Hertzich pocházel z Nizozemska.